# 延边专区
延边专区，中华人民共和国吉林省旧专区名，在今吉林省东部。
1949年置，专员公署驻延吉县（今延吉市）。辖延吉、珲春、汪清、和龙、安图5县。1952年，撤销延边专区，改设延边朝鲜族自治区（地级）。1955年，改置延边朝鲜族自治州。